# گله‌کلا
گله‌کلا [گ ِ ل َ / ل ِ ک َ] (اِخ) دهی است از دهستان اسفیورد شورآب بخش مرکزی شهرستان ساری که در ۹۰۰۰گزی جنوب باختری ساری و ۳۰۰۰گزی جنوب راه شوسهٔ ساری به شاهی واقع شده‌است. هوای آن معتدل و مرطوب و سکنهٔ آن ۴۷۰ تن است. آب آنجا از چاه تأمین می‌شود. محصول آن غلات، پنبه، توتون، سیگار، نیشکر و شغل اهالی زراعت و راه آن مالرو است. زمستان گله داران سوادکوه برای تعلیف گوسفندان از مراتع این ده استفاده می‌نمایند. (از فرهنگ جغرافیایی ایران ج ۳).